# Магура (Валча)
Магура (рум. Măgura) насеље је у Румунији у округу Валча у општини Михаешти. Oпштина се налази на надморској висини од 213 m.

## Становништво
Према подацима из 2002. године у насељу је живело 623 становника, од којих су сви румунске националности.